# Ракелль, Рикард
Рикард Ракелль (швед. Rickard Rakell; 5 мая 1993, Соллентуна, Стокгольм) — шведский профессиональный хоккеист, крайний нападающий клуба НХЛ «Питтсбург Пингвинз». Был выбран на драфте НХЛ 2011 года в 1-м раунде под общим 30-м номером клубом НХЛ «Анахайм Дакс».

## Игровая карьера

### НХЛ
Ракелль дебютировал в НХЛ после локаута НХЛ 2012 года 19 января 2013 года в матче против «Ванкувер Кэнакс». Первый балл за результативность Рикард набрал 8 ноября 2013 года в матче с «Баффало Сейбрз». Свой первый гол в НХЛ Ракелль оформил 25 апреля 2014 года в Плей-офф Кубка Стэнли 2014 в матче против команды «Даллас Старз» в ворота голкипера Кари Лехтонена.
В сезоне 2017/18 Ракелль получил место в команде Тихоокеанского дивизиона на Матч всех звёзд НХЛ, который проходил в Тампе, штат Флорида.
21 марта 2022 года Рикарда обменяли из «Анахайма» в команду Питтсбург Пингвинз на выбор во 2-м раунде драфта НХЛ 2022 года, а также на нападающих Доминика Симона, Зака Астона-Риза и вратаря Калле Кланга.

### Международная карьера
Ракелль трижды представлял молодёжную сборную Швеции на чемпионатах мира в 2011, 2012 и 2013 годах, Где занял 4-е, 1-е и 2-е места соответственно.
В 2018 году на чемпионате мира по хоккею в Дании вместе со сборной Швеции выиграл золотые медали первенства. В 10 матчах турнира Ракелль набрал 14 очков (6+8), вошёл в топ-5 лучших бомбардиров и был включён в символическую сборную.

## Статистика
| Легенда | Легенда                    | Легенда | Легенда                   | Легенда | Легенда    |
| ------- | -------------------------- | ------- | ------------------------- | ------- | ---------- |
| И       | Количество проведённых игр | Штр     | Штрафное время            | +/−     | Плюс-минус |
| Г       | Голы                       | П       | Голевые передачи          | О       | Очки       |
| -       | Статистика неизвестна      | —       | Статистика не учитывалась |         |            |